# 200 Vesey Street
200 Vesey Street of de American Express Tower, voorheen het Three World Financial Center, is een wolkenkrabber in de Amerikaanse stad New York. Hij maakt deel uit van Brookfield Place en situeert zich in de wijk Battery Park City. Het is de hoofdzetel van de financiële dienstverlener American Express.

## Omschrijving
Het 200 Vesey Street, bekend onder de naam Three World Financial Center van 1983 tot 2013, is een kantoorgebouw met een hoogte van 225 meter. Hiermee is dit het hoogste gebouw van het complex. Het is voornamelijk gebouwd naar postmodernistisch ontwerp van de Argentijnse architect César Pelli, in samenwerking met Haines Lundberg Waehler en civiel ingenieursfirma Thornton Tomasetti. Verschillende media, waaronder The New York Times, waren niet blij met de komst van de toren en bij uitbreiding het gehele World Financial Center. Het complex was volgens de media een mooi voorbeeld van hoe de skyline van het zuidelijkste deel van het eiland Manhattan langzamerhand raakte volgebouwd. "Vroeger kon je van oost naar west kijken, tot de Hudsonoever van New Jersey, en werd je zicht niet onderbroken", luidde het.
De bouw van de toren ging van start in 1983 en was twee jaar later afgerond. Het gebouw werd pas in 1986 in gebruik genomen. Winter Garden Atrium bevindt zich tussenin het 200 Vesey Street en 225 Liberty Street, voorheen Two World Financial Center. De toren is ongeveer gemodelleerd naar het 225 Liberty Street. Evenals de drie andere karakteristieke gebouwen van het voormalige World Financial Center heeft dit gebouw een unieke, onderscheidende koperen torenspits. In het geval van het 200 Vesey Street is dat een sinds medio jaren negentig geroeste – en dus lichtgroene – piramide. American Express palmt de onderste verdiepingen van de toren in.
De huidige naam van de toren is afgeleid van zijn adres op Vesey Street, nadat renovaties en / of expansies waren vereist aan het World Financial Center die nog deels de aanslagen op 11 september 2001 als oorzaak hadden. Bij de aanslagen raakte namelijk een groot deel van het World Financial Center, waaronder het toenmalige Three World Financial Center, zwaar beschadigd na de instorting van het World Trade Center (specifiek de North Tower), dat vlak achter het World Financial Center stond. Het Three World Financial Center was het zwaarst getroffen en grootschalige reparaties waren ophanden. Men wist het gebouw, dat staal uit de Twin Towers te verwerken kreeg, te redden. Sinds deze renovaties draagt het complex de naam Brookfield Place naar de eigenaar van het complex – Brookfield Office Properties.

## Afbeeldingen

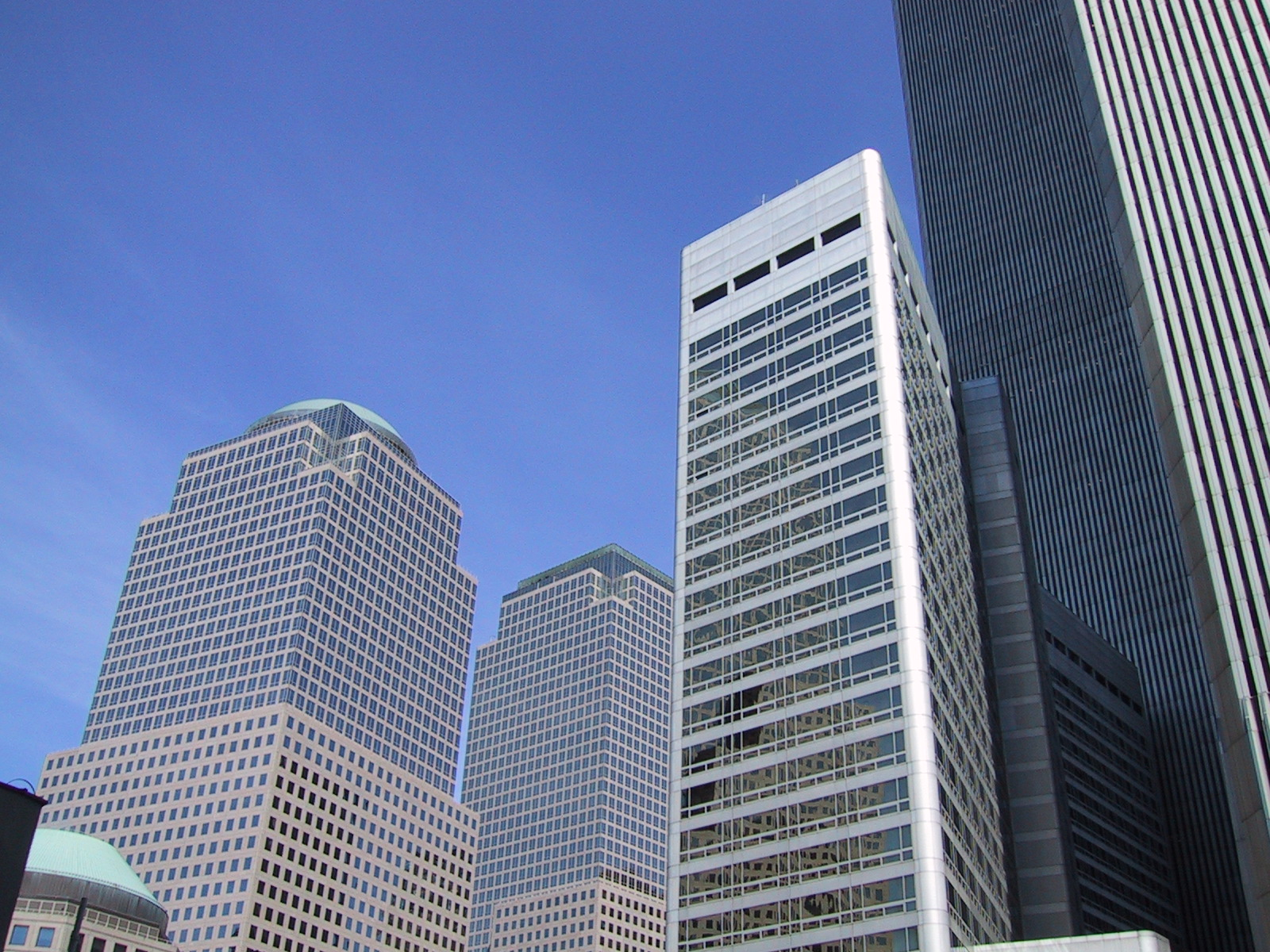
Three World Financial Center (achter) en Two World Financial Center (links) op 2 september 2001; met het Marriott World Trade Center (midden) en de North en South Tower (North Tower biedt schaduw op de afbeelding)
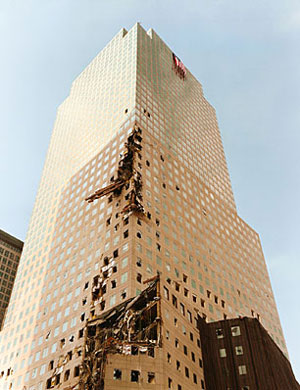
Three World Financial Center (gezien vanuit het zuidwesten), schade van aanslagen op 11 september 2001
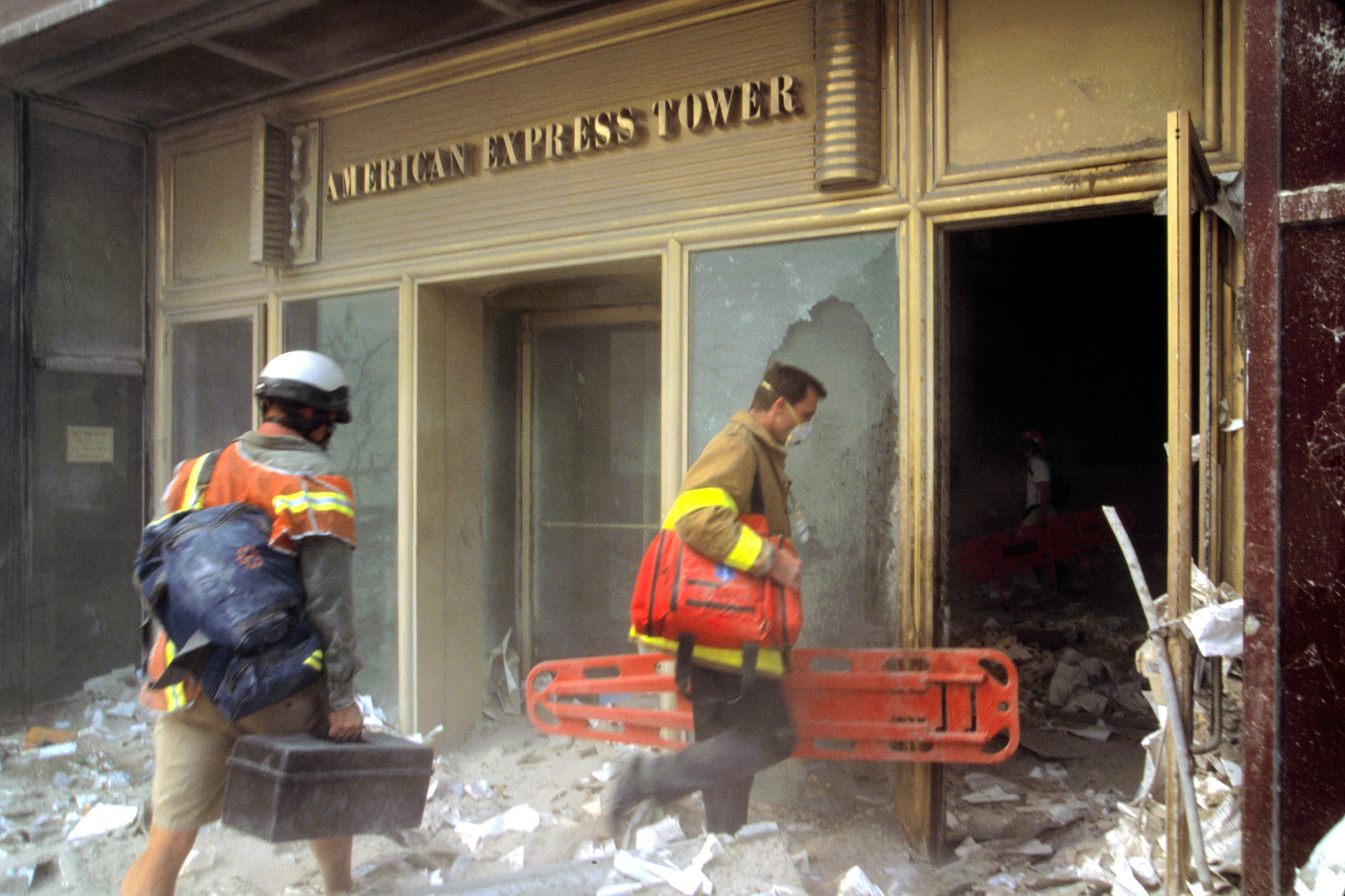
Twee reddingswerkers betreden het Three World Financial Center op 11 september 2001
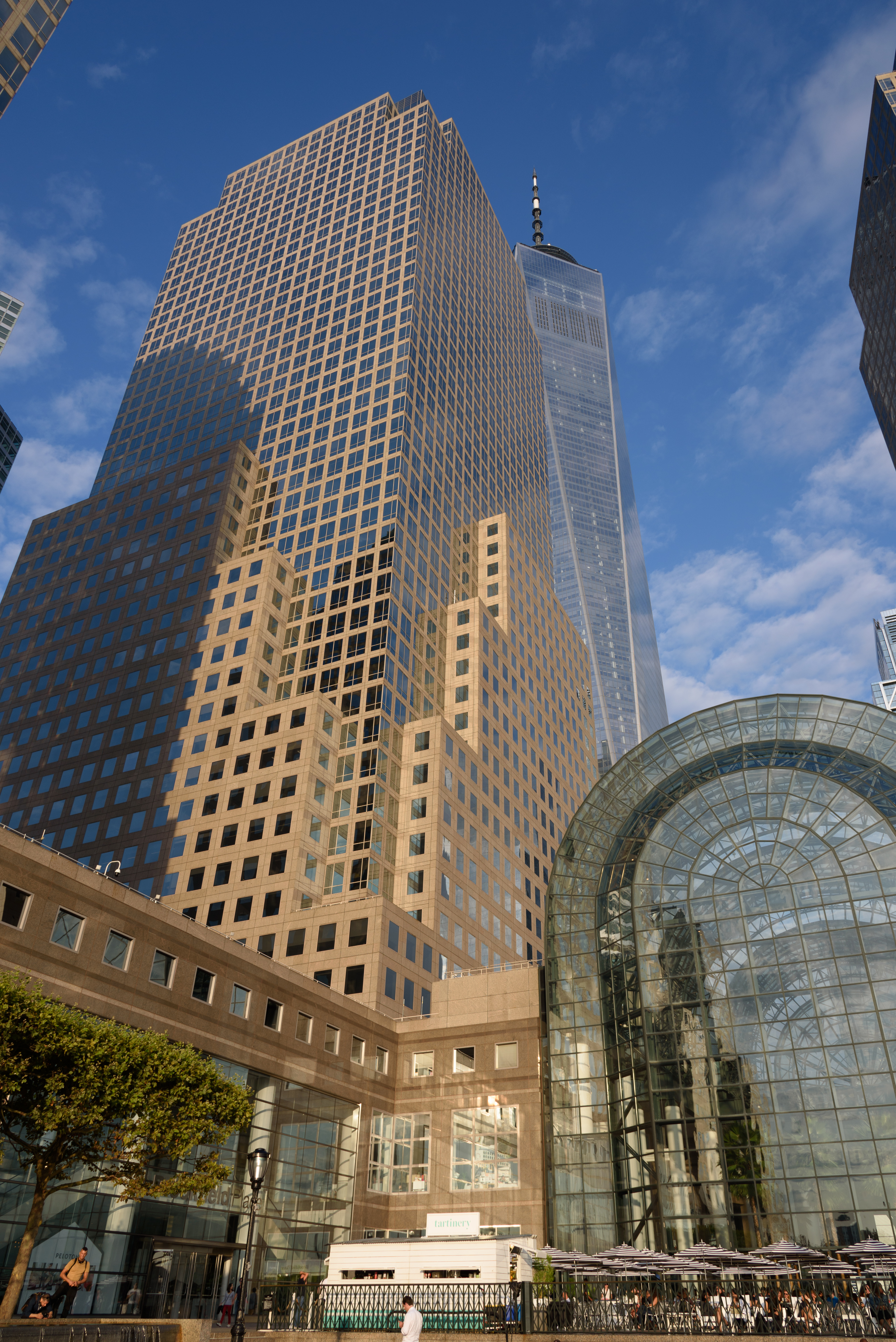
American Express Tower, Winter Garden Atrium en het One World Trade Center, augustus 2017

## Trivia
- In het computerspel Grand Theft Auto IV is het een deel van de skyline van de fictieve stad Liberty City als onderdeel van een complex genaamd WTF Center.[4]